# 西形節子
西形 節子（にしかた せつこ、1929年 - 2025年6月27日）は、日本舞踊家、舞踊研究家。

## 人物・来歴
東京に生まれる。18歳の時、初代藤間勘斎（七代目松本幸四郎）から名取りを許されて、藤間すみれを名乗る。その後早稲田大学文学部演劇学科、同大学院文学研究科修士課程で河竹繁俊に演劇を学ぶ。お茶の水女子大学・共立女子大学などで近世文学（歌舞伎・日本舞踊）の講座を持つかたわら、日本舞踊の師匠として後進の育成に当たる。のち集団日本舞踊21を主催し、全国各地で公演を行なう。またイヤホンガイドも務める。
2025年6月27日死去。96歳没。

## 著書
- 『日本舞踊の研究』南窓社 1980
- 『日本舞踊の世界』講談社 1988
- 『春に花』 (日本舞踊の心 1-2巻) 演劇出版社 2002
- 『夏に風』 (日本舞踊の心 3巻)演劇出版社 2003
- 『秋に月』 (日本舞踊の心 4巻)演劇出版社 2003
- 『冬に雪』 (日本舞踊の心 5巻) 演劇出版社 2003
- 『近代日本舞踊史』演劇出版社 2006
- 『日本舞踊とともに』南窓社 2007
- 『日本舞踊八十年』南窓社 2015

### 編纂
- 油原栄二『百歳の夢』編 南窓社 1985